# Jerman
Jerman je 45. najbolj pogost priimek v Sloveniji, ki ga je po podatkih Statističnega urada Republike Slovenije na dan 1. januarja 2010 uporabljalo 1807 oseb.

## Znani nosilci priimka
- Aja Jerman Bukavec (*1999), ritmična gimnastičarka
- Ana Jerman (*1951), atletinja tekačica (maratonka)
- Ana Jerman (*1986), tenisačica
- Andrej Jerman (*1978), alpski smučar, smukač
- Barb(a)ra Jerman(n), novinarka
- Bernard Jerman (1921—1978), anglist
- Boris Jerman (*1967), strojnik, prof. FS
- Borka Jerman Blažič (*1947), računalničarka, profesorica in raziskovalka
- Drago Jerman - Mataša (1919—1998), partizan prvoborec, generalmajor JLA in narodni heroj
- France Jerman - Frenk (1920—1980), alpinist, športnik, olimpijec (argentinski)
- Frane Jerman (1933—2002), filozof, logik, univ. profesor, prevajalec
- Gregor Jerman, zgodovinar, muzealec (Trbovlje)
- Igor Jerman (*1957), teoretični biolog, univ. prof., raziskovalec ("Bion")
- Igor Jerman (*1975), motociklistični dirkač
- Ivo (Ivan) Jerman, kemik
- Janez (Ivan) Jerman (1900—1990), gledališki igralec in pedagog
- Janez Jerman (1916—1989), gozdar in lesar, 1. urednik revije Les
- Janez Jerman (*1962), pedagoški psiholog, metodolog in statistik
- Jure Jerman, jadralec, meteorolog
- Jure Jerman (*1975), smučarski skakalec
- Katja Jerman (*1976), etnologinja in kult. antropologinja
- Lučka Kralj Jerman (*1934), zborovodkinja v  Argentini
- Majda Jerman (*1930), galeristka
- Majda Jerman (*1982), veslačica
- Marjan Jerman (1953—2020), novinar
- Marjan Jerman (1972—2020), matematik
- Marko Jerman (*1957), umetnik vitražist (izdel. barvnih oken); argentinski smučarski tekač - olimpionik
- Matevž Jerman, cineast
- Matjaž Jerman, smučar (tekač, alpski) v Argentini
- Metka Jerman (*1963), alpska smučarka
- Milan Jerman, športni delavec (atletika)
- Mirko Jerman (1912—1987), partizan prvoborec, polkovnik JLA, narodni heroj
- Mojca Jerman, violinistka
- Nastja Jerman (*1974), glasbenica tolkalistka
- Peter Jerman, farmacevt, vodja razvojnega inštituta Krka
- Riko Jerman (1918—1982), bančnik, politik
- Saša Jerman (1927—1973), izeljenski pisatelj, prevajalec
- Silvin Jerman (1924—2018), slovensko-hrvaški ekonomist, statistik, prof. in narodni delavec na Hrvaškem (Karlovac)
- Urban Jerman (*2001), veslač
- Zdenka Škerlj Jerman (1933—2010), prevajalka
- Željko Jerman (1949—2006), hrvaški fotograf in umetnik